# آرتور یوسوپوف (بازیکن فوتبال)
آرتور ریموویچ یوسوپوف (روسی: Артур Римович Юсупов؛ زادهٔ ۱ سپتامبر ۱۹۸۹) بازیکن فوتبال اهل روسیه است.
از باشگاه‌هایی که در آن بازی کرده‌است می‌توان به دینامو مسکو، زنیت سن پترزبورگ، روستوف و سوچی اشاره کرد.
وی همچنین در تیم ملی فوتبال روسیه بازی کرده‌است.